# Moundridge
Moundridge är en ort i McPherson County i Kansas. Vid 2010 års folkräkning hade Moundridge 1 737 invånare.